# Český sportovní pony
Český sportovní pony (zkráceně ČSP) je malé, poměrně nové koňské plemeno, které se svým malým vzrůstem řadí mezi poníky. Pony je velmi přátelský, ochotný k práci, je nenáročný a odolný.

## Popis
Kohoutková výška se pohybuje mezi 111 - 148 centimetry. Jsou povoleny všechny typy zbarvení i odznaků, taktéž rousy. Tělo je vždy dobře osvalené a souměrné. Hlavu má český pony suchou s malýma, vysoko posazenýma ušima a širokými nozdrami. Krk je dostatečně dlouhý, dobře nasazený a osvalený, u hřebců bývá klenutý. Lopatky jsou šikmé a dlouhé, hrudník široký a hluboký. Kohoutek nebývá příliš výrazný. Ocas je dobře nasazený i nesený, ale trochu řidší než obvykle. Kopyta jsou zdravá a silná s tvrdou rohovinou.

## Historie
Toto plemeno vzniklo na podnět Asociace chovatelů sportovních pony, která podala návrh plemenné knihy pro plemeno "český sportovní pony" a ten byl ministerstvem zemědělství schválen. Důvodem vzniku byla i možnost využití spousty kvalitních klisen s výbornými sportovními výsledky bez prokázaného původu. Tím se plemeno zároveň stalo i finančně dostupné pro cílovou věkovou skupinu.
Toto plemeno vzniklo obdobně jako podobně využívaní koně v okolních státech (německý jezdecký pony, slovenský malý sportovní kůň) na základě křížení jezdeckých koní malého rámce s poníky velšského typu. V tomto chovu je možné se setkat i s jedinci bez známého původu, u jedinců se známým původem jimi bývají ponyové z českých chovů, shetlandští ponyové, velšští ponyové, huculové a fjordští koně. V malém množství i arabští plnokrevníci a čeští teplokrevníci. Plemenná kniha českého sportovního pony byla založena v roce 2000. V roce 2006 tvořilo chovnou populaci českého sportovního ponyho přibližně 580 koní v poměru 530:50 (klisny:hřebci).

## Využití
Český sportovní pony je všestranně využitelný. Mezi jeho vlastnosti patří dobrá krmitelnost, dlouhověkost, nenáročnost, je také velmi odolný. Při jeho chovu a šlechtění se klade důraz na dobrý charakter, rozvážnost, ovladatelnost a vysokou inteligenci. Charakteristická je rovněž ochota k práci. Využívá se jako jezdecký pony, je snadno ovladatelný i méně zkušenými jezdci. Využívá se také v zápřahu. Je velmi vděčným rodinným koněm.